# Roscoe Bartlett
Roscoe Gardner Bartlett (ur. 3 czerwca 1926) – amerykański polityk, członek Partii Republikańskiej. W latach 1993–2013 był przedstawicielem szóstego okręgu wyborczego w stanie Maryland w Izbie Reprezentantów Stanów Zjednoczonych.